# Рябина ольхолистная
Рябина ольхолистная, или Мелкоплодник ольхолистный (лат. Sorbus alnifolia) — вид растений рода Рябина, произрастающий в восточной Азии, в восточной и северной части Китая, на Тайване, в Корее и Японии.

## Ботаническое описание
Листопадное дерево среднего размера, достигающее 10-20 м высоты, с диаметром ствола до 30 см и серой корой; крона колонновидная или коническая у молодых деревьев, с возрастом округлая, с наклонными вверх ветвями и тонкими побегами.
Листья зеленые сверху и тонко опушенные с белыми волосками снизу, 5-10 см в длину и 3-6 см в ширину, простые, обычно без лопастей, самые широкие у основания, с зубчатыми краями и острой вершиной. Осенняя окраска от оранжево-розовой до красной.
Цветки 10-18 мм в диаметре, с пятью белыми лепестками и 20 желтовато-белыми тычинками; поздней весной они образуются в щитках диаметром 4-8 см.
Фрукты — яблочко 8-15 мм в диаметре, ярко-красное, с ямочкой на вершине; созревают в середине осени.

## Систематика
Иногда вид относят к собственному отдельному роду как Micromeles alnifolia, отличающийся от других Sorbus subg. Aria листопадными чашелистиками на плодах (постоянными у других представителей), но генетические данные помещают его близко к Sorbus aria.

## Значение и применение
Иногда выращивается как декоративное дерево в Северной Европе, в первую очередь благодаря своей осенней окраске. Сорт «Skyline» был выбран ввиду быстрого роста.

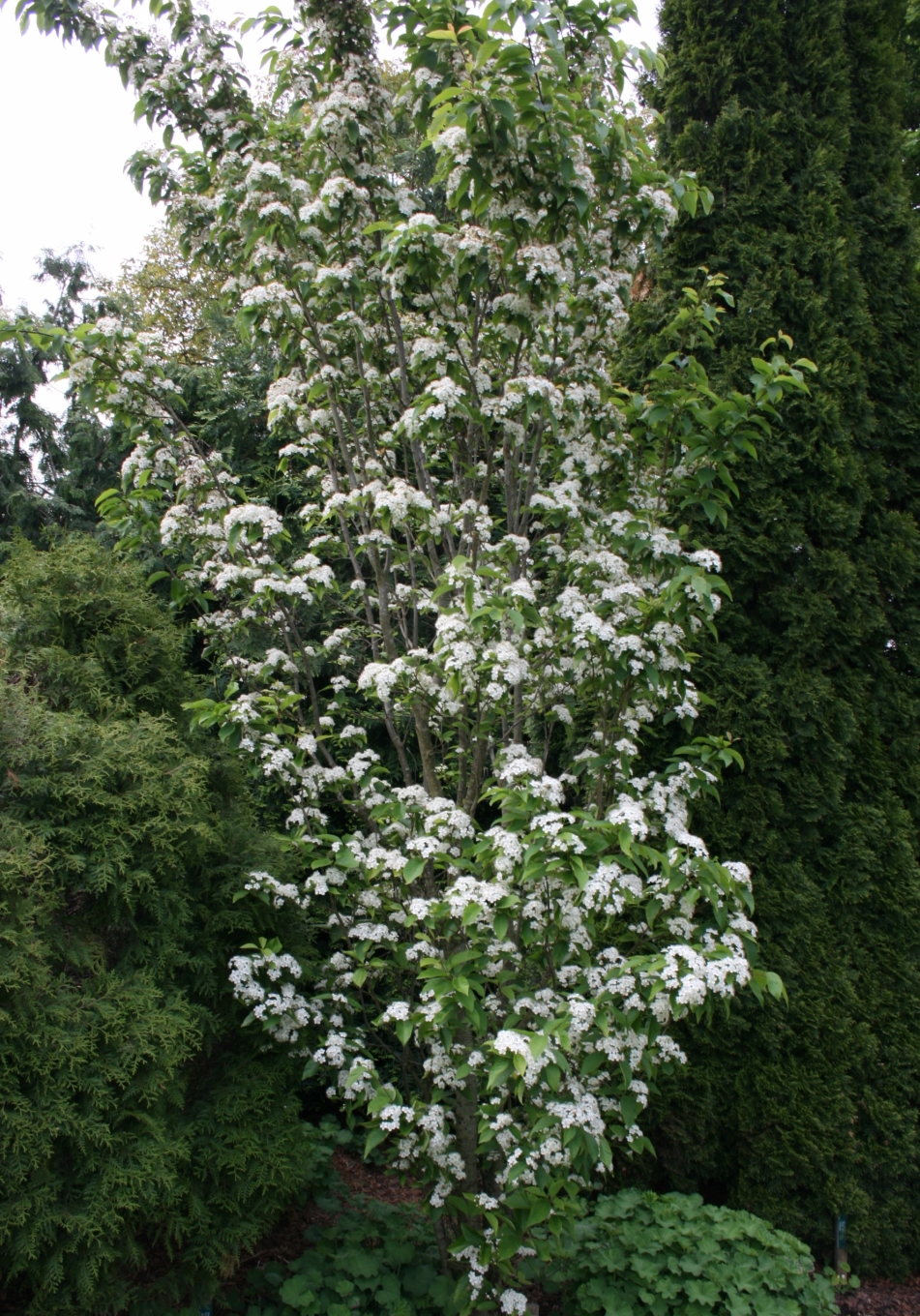
Образец в культуре, Дания
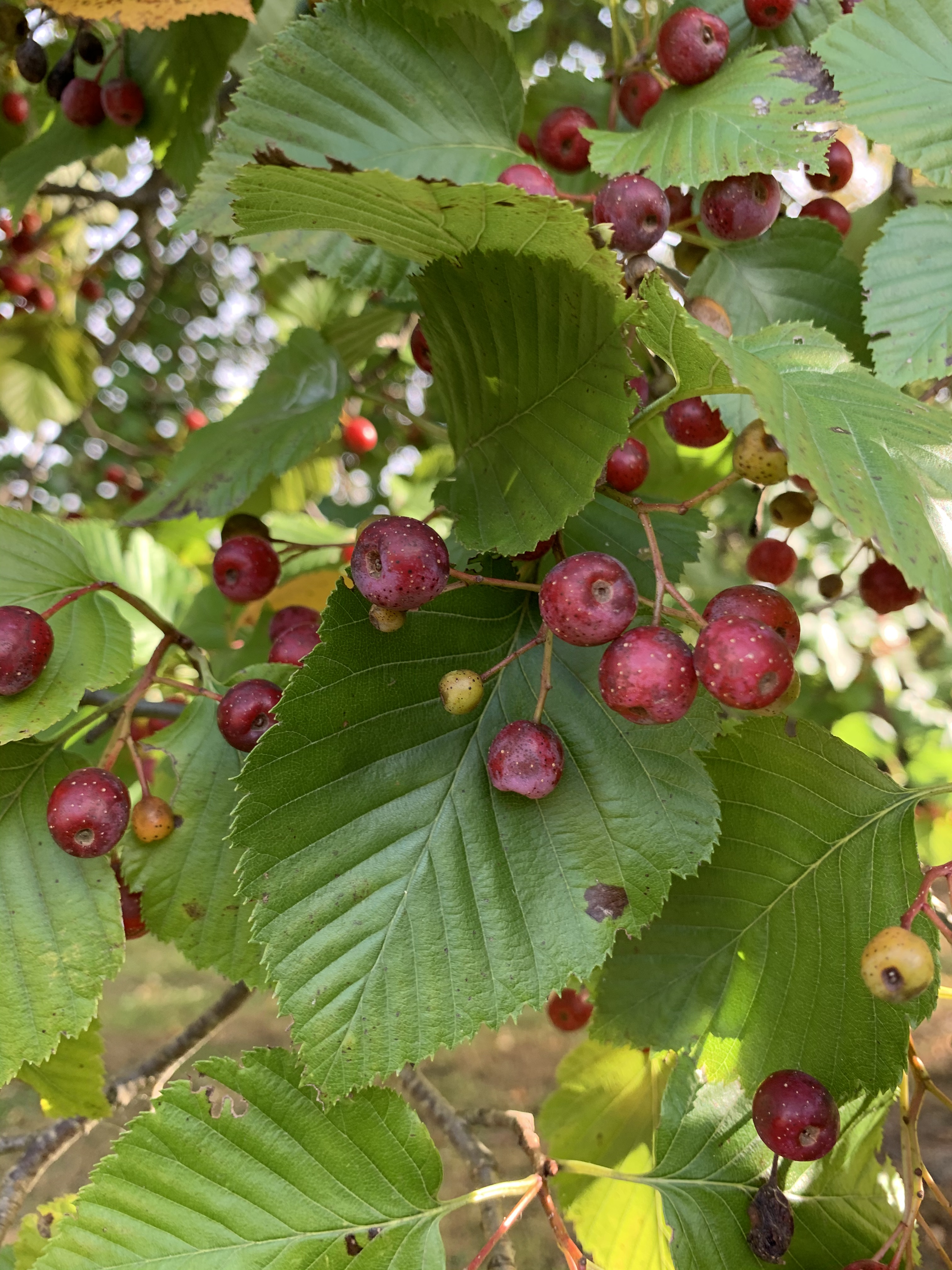
Красные плоды осенью, Дендрарий Морриса
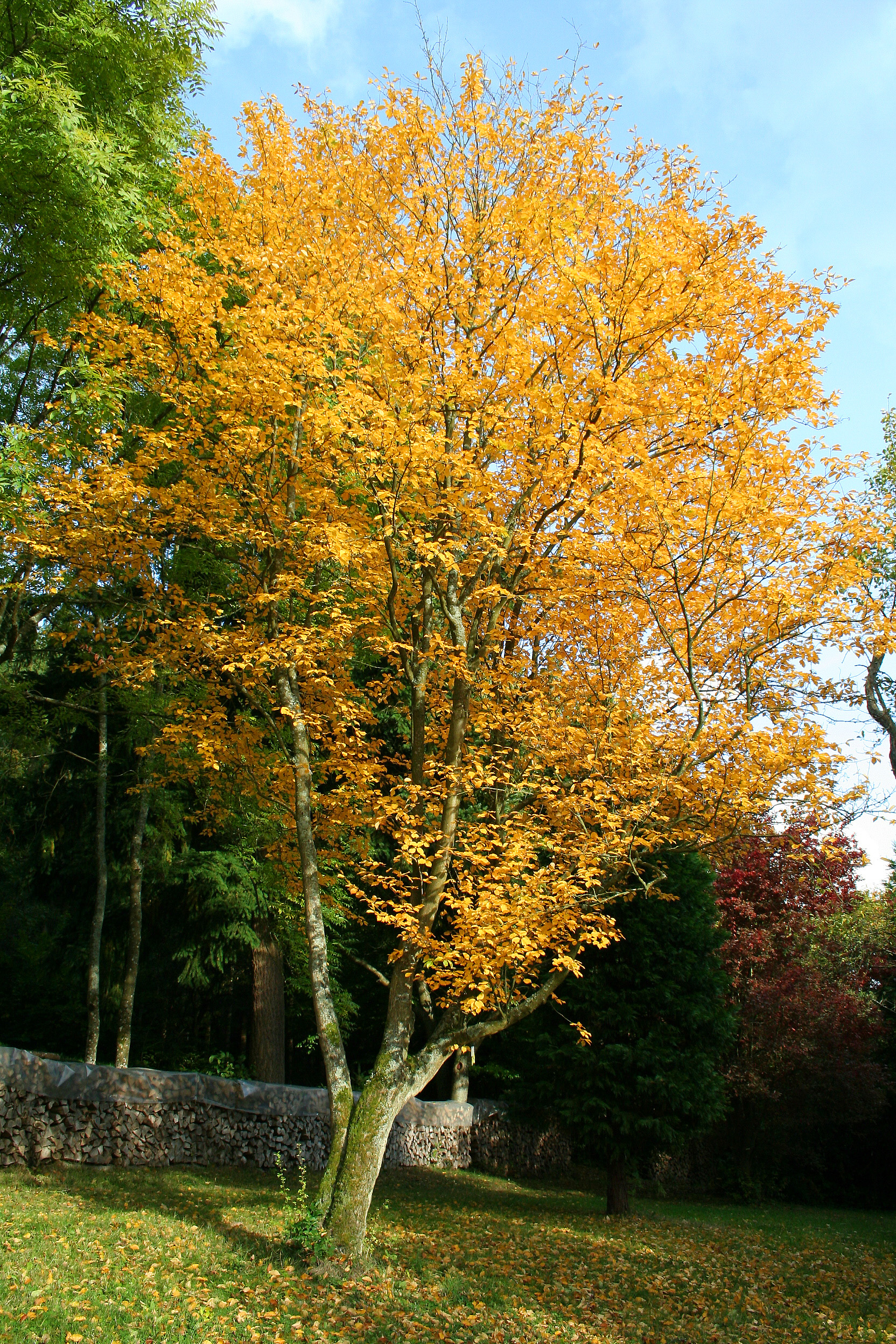
Alniaria alnifolia 'Submollis' в Дендрарии Робера Ленуара - Рандё (Бельгия)
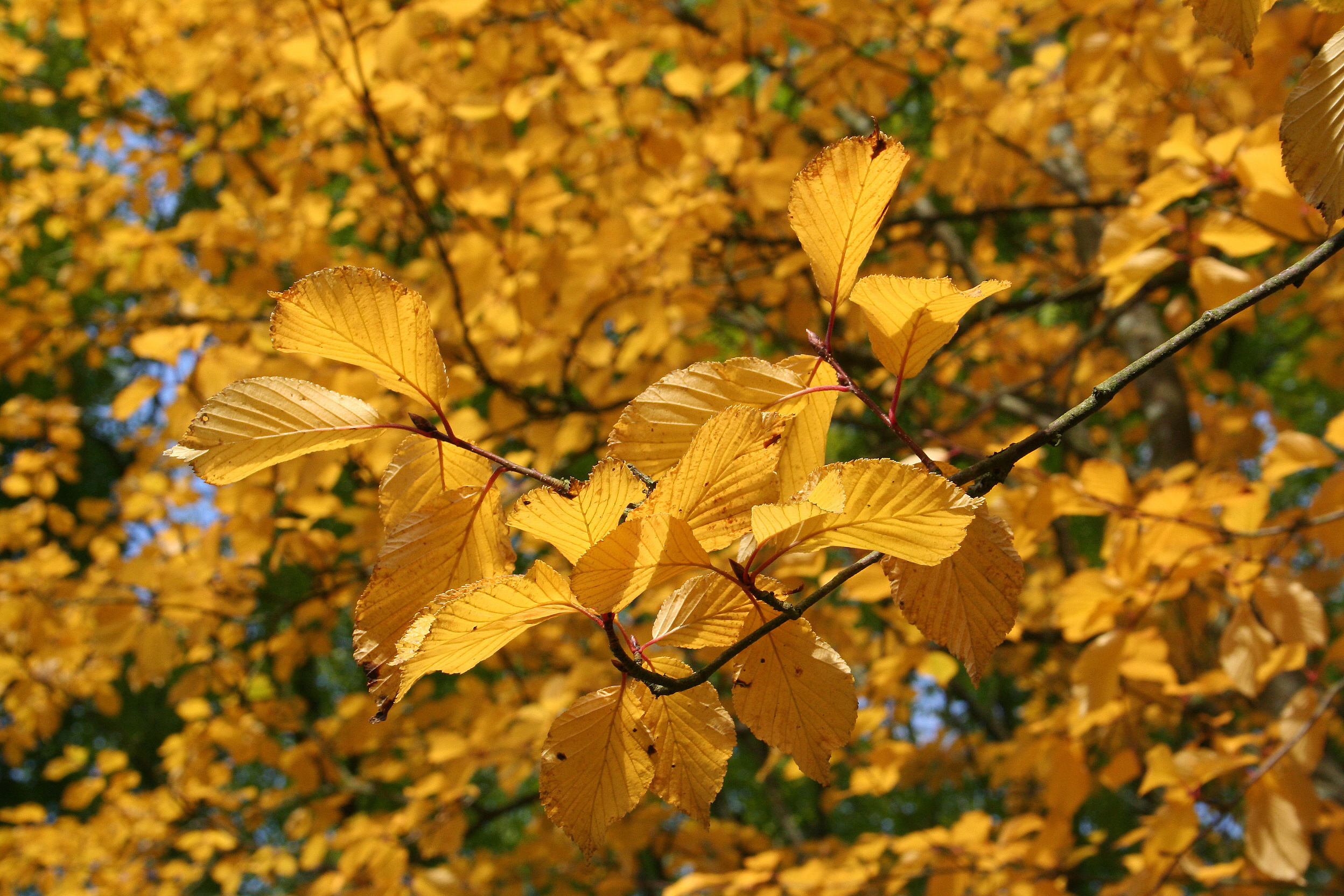
Листва Alniaria alnifolia 'Submollis' в осенней окраске
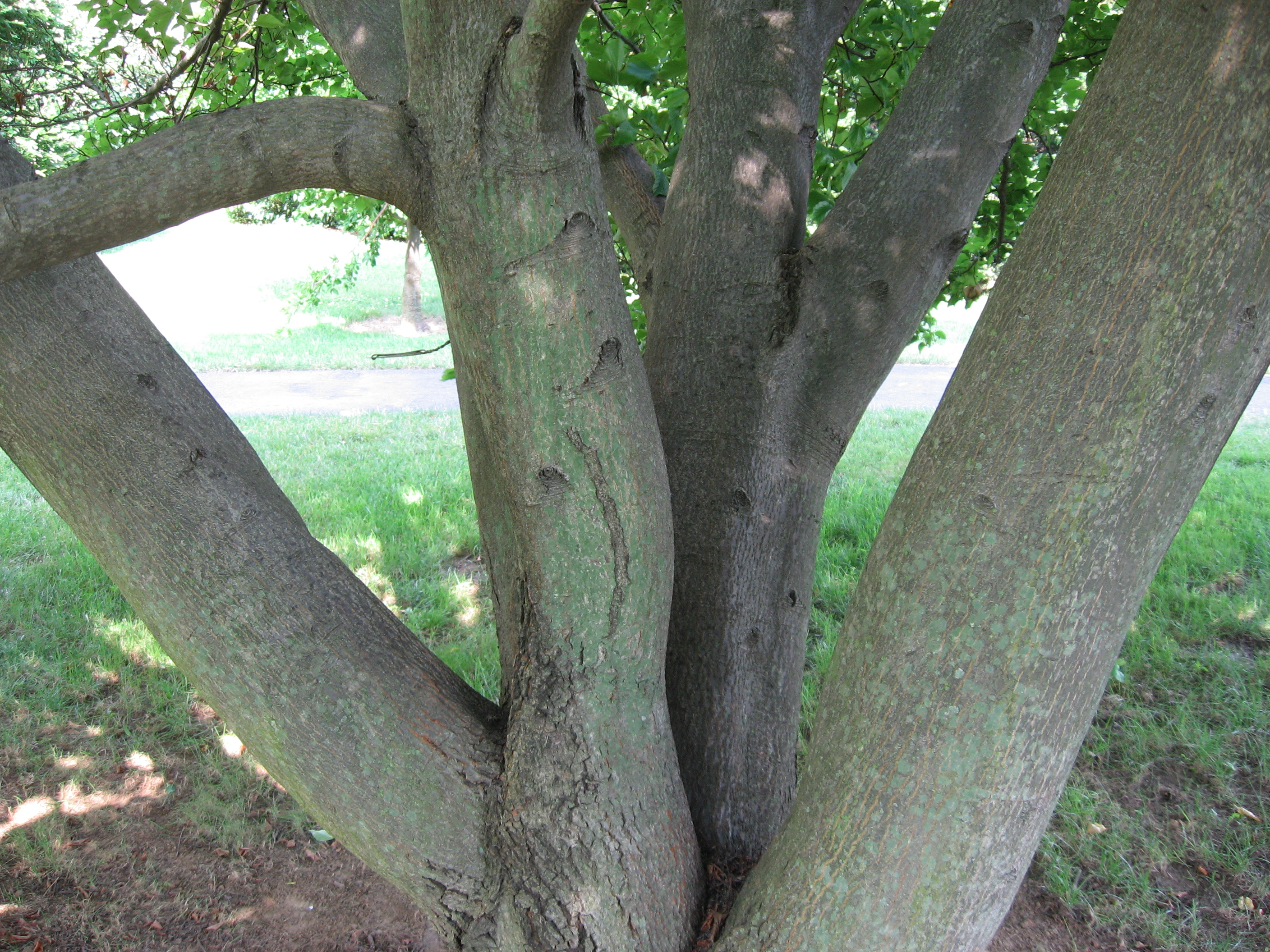
Стволы вблизи